# Parque natural das Lagoas Glaciares de Neila
As lagoas de Neila são um conjunto de lagos formados nuns circos glaciares rodeados de picos de uns 2000 metros de altura, ao sul da Serra da Demanda [es] e ao oeste do Parque natural da Lagoa Negra e os Circos Glaciares de Urbión [es], ao sudeste da província de Burgos (Espanha), próximas à localidade de Neila que conta com acesso a estas e também com acesso desde Quintanar de la Sierra.

## Descrição
Espectacular rosário de lagoas de origem glaciar que se espalham aos pés da campina: Negra, Cascata, Tejera, Haedillo, Larga, Pardillas, Patos e Brava são as principais.
O Parque Natural foi declarado pela Lei 12/2008, de 9 de dezembro. Inclui não só as lagoas glaciares, mas também todo o termo municipal, de Neila, que apresenta uma grande variedade de ecossistemas.
Em 2009 inaugurou-se a Casa do Parque na Igreja de San Miguel, que foi reabilitada para isso.

## Antecedentes
Até o final dos anos 60 do século XX, as Lagoas Altas de Neila era um espaço pouco transitado devido à seu inaccesibilidade. A zona era aproveitada pelos rebanhos de bovinos menor, trasumantes naquela época.
Entre 1969 e 1972 desenvolveu-se o projecto de transformação do complexo glaciar para o seu uso turístico e de pesca intensiva. Algumas consequências deste projecto foram a alteração de morrenas, desmontes, criação de diques e construção de caminhos num meio até então muito pouco transitado. Este trabalho, entendível dentro do contexto desenvolvedor da época e com sucesso em seus fins, teve um claro efeito negativo desde o ponto de vista ecológico.
Os materiais inadequados utilizados no revistimento dos diques foram fonte de problemas estruturais desde os primeiros anos. O risco verdadeiro de colapso de alguns diques, junto com a vontade de renaturalização de um lugar tão singular, traduziu-se na execução das obras realizadas entre 2001 e 2002. Restituem-se parcialmente os relevos característicos da modelagem glaciar, e elimina-se totalmente o dique da Lagoa Curta e se rebaixaram os da Lagoa Larga e a Lagoa da Cascata.
«... Caminho de Neila, apenas deixado Quintanar, nasce o caminho que serpentea até à Lagoa Negra de Urbión [es], impressionante concha de água, filha da neve dos pincaros superiores, a 1915 m, de altitude. É uma tentação para a pesca e a natação ... A paisagem é obviamente alpino, de montes arremolinados, vales ocultos e o pinhal vestindo o horizonte..»

## Lagoa da Cascata

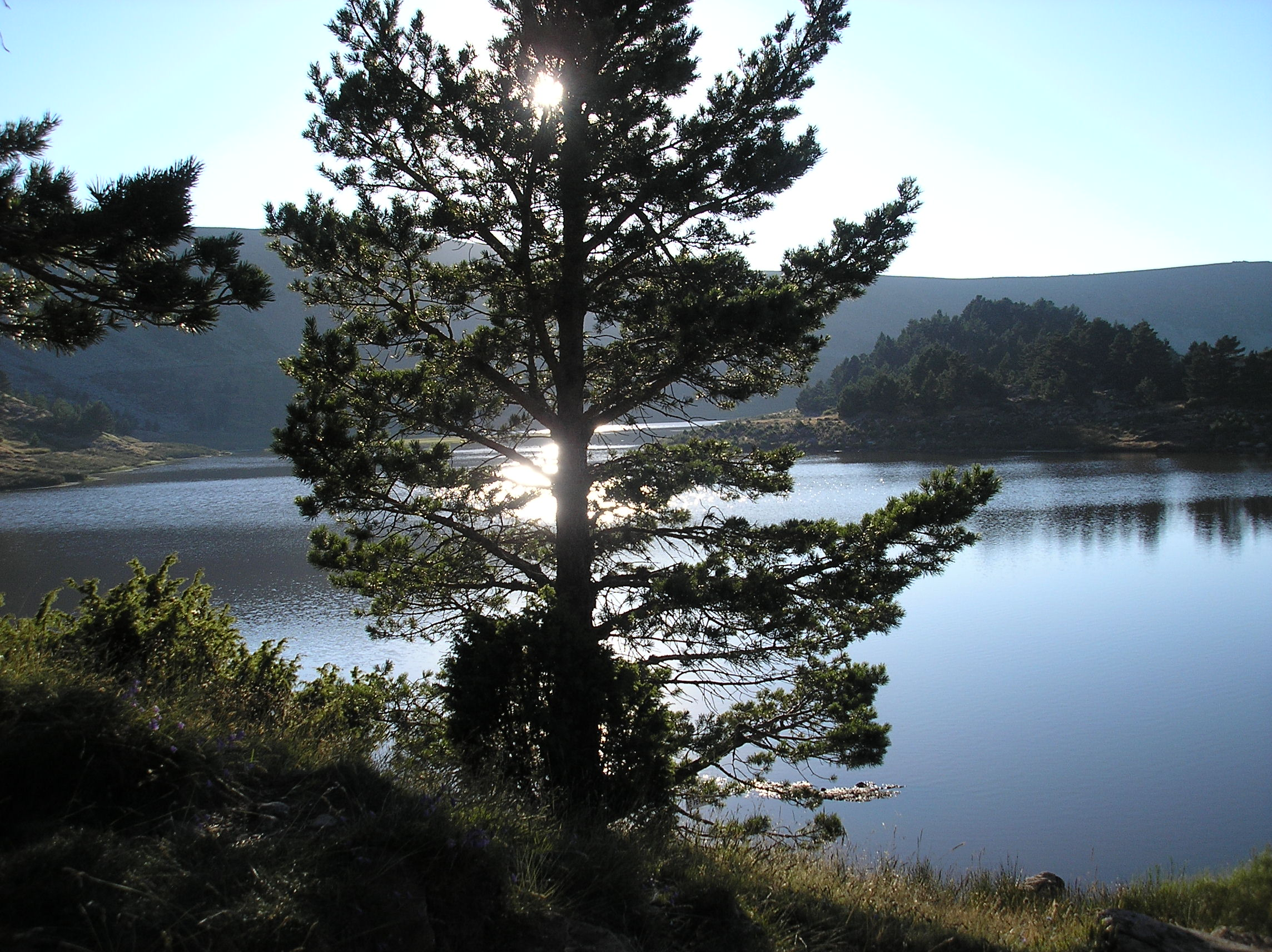
Vista ao entardecer

É a a mais baixa cota, 1690 msnm, a sua origem há que procurar na erosão glaciar faz pouco mais de 10 000 anos quando as grandes massas de gelo cobriam quase todas as cimeiras do Sistema Ibérico deixaram a seu passo sobre as duras rochas jurássicas os conglomerados, arenitos e ortoquarcitas que formam a serra de Neila [es]. Ao lado da lagoa conserva-se um refúgio piramidal e um pouco mais abaixo um antigo parque de merendas. Na lagoa e seus arredores podem-se ver animais tão interessantes como o tritão palmado (Triturus helveticus), o tritão marmoreado (Triturus marmoratus), a truta ou o toupeira-da-água.

## Lagoa Negra
Está situada na parte alta do espaço natural, em cima do circo da Lagoa da Cascata e ao lado da lagoa Larga, a uns 1900 msnm. Considera-se a lagoa mais importante do espaço natural conjuntamente com a lagoa da Cascata.
Ao lado de tal lagoa conserva-se uma pequena casita de agentes florestais que controlavam a pesca.

## Desporto
A Volta a Burgos é uma competição ciclista que se celebra todos os anos em meados de agosto e que costuma ter a ascensão às Lagoas de Neila como final da etapa mais decisiva da rodada burgalesa. Desde 1985 há uma etapa que termina aqui e em 2008 a organização da carreira tomou a decisão de acabar a Volta a Burgos aqui (com excepção do ano 2014). Desde aquela edição são as Lagoas de Neila, e seu porto de categoria especial com rampas de 17%, quem acolhe a última etapa.
Nas lagoas de Neila também teve final a décima sexta etapa da Volta a Espanha de 1998 com vitória de José María Jiménez.

### Vencedores na Volta a Burgos
- 1985:  Jesús Rodríguez
- 1986:  Alirio Chizabas
- 1987:  Marino Lejarreta
- 1989:  Pedro Muñoz
- 1990:  Marino Lejarreta
- 1991:  Gianni Bugno
- 1992:  Martín Farfán
- 1993:  Raúl Alcalá
- 1994:  Armand de Las Cuevas
- 1995:  Laurent Dufaux
- 1996:  Tony Rominger
- 1997:  Laurent Jalabert
- 1998:  Leonardo Piepoli
- 1999:  Leonardo Piepoli
- 2000:  Leonardo Piepoli
- 2001:  Juan Miguel Mercado
- 2002:  Michael Rasmussen
- 2003:  Dave Bruylandts
- 2004:  Alejandro Valverde
- 2005:  Juan Carlos Domínguez
- 2006:  Iban Mayo
- 2007:  Juan Mauricio Soler
- 2008:  Juan José Cobo
- 2009:  Ezequiel Mosquera
- 2010:  Samuel Sánchez
- 2011:  Mikel Landa
- 2012:  Esteban Chaves
- 2013:  Nairo Quintana
- 2014:  Nairo Quintana
- 2015:  Dani Moreno
- 2016:   Sergio Pardilla
- 2017:  Miguel Ángel López
- 2018:  Iván Ramiro Sosa
- 2019:  Iván Ramiro Sosa
- 2020:  Iván Ramiro Sosa

- Nota: Não sempre se subiu pela mesma vertente já que há 3 subidas diferentes que compartilham os 3 últimos quilómetros, e uma quarta que compartilha o último quilómetro.

### Vitórias por Países
| País      | Vitórias |
| --------- | -------- |
| Espanha   | 14       |
| Colômbia  | 10       |
| Itália    | 4        |
| França    | 2        |
| Suíça     | 2        |
| México    | 1        |
| Dinamarca | 1        |
| Bélgica   | 1        |